# Estación de Gandía
Gandía es una estación de ferrocarril de carácter terminal y subterránea situada en la ciudad española de Gandía en la provincia de Valencia, Comunidad Valenciana. Es cabecera de la línea C-1 de Cercanías Valencia.

## Situación ferroviaria
Las instalaciones se encuentran situadas en el punto kilométrico 50,8 de la línea férrea de ancho ibérico Silla-Gandía, a 18 metros de altitud. 

## Historia
La estación tiene su origen en una línea de ancho métrico entre Silla y Cullera que se inauguró el 19 de agosto de 1878 por parte de la Compañía del Ferrocarril Económico de Silla a Cullera. En 1923, la línea fue vendida a Norte que aprovechó la adquisición para cambiar el ancho de vía y convertir el trazado a ancho ibérico. En 1941, tras la nacionalización del ferrocarril en España la estación pasó a ser gestionada por la recién creada RENFE. En 1976, la compañía estatal decidió prolongar la línea hasta Gandía. Desde el 31 de diciembre de 2004 Adif es la titular de las instalaciones ferroviarias.

## Servicios ferroviarios

### Cercanías
Es una de las cabeceras de la línea C-1 de Cercanías Valencia. Es cabecera de trenes CIVIS.
| procedencia/destino | < estación | Línea |
| ------------------- | ---------- | ----- |
| Valencia-Norte      | Jaraco     |       |

### Larga Distancia
Es una de las cabeceras del servicio Intercity semanal Madrid-Chamartín-Gandía. En verano esta frecuencia pasa a tener 1 tren diario.